# Klimkovice
Klimkovice (německy Königsberg) jsou malé lázeňské město ležící ve Slezsku v okrese Ostrava-město v Moravskoslezském kraji. Leží při jihozápadním okraji Ostravy na nejvýchodnějších výběžcích Nízkého Jeseníku a na okraji Ostravské pánve. Ačkoli město leží v těsném sousedství Ostravy, nemá průmyslový charakter. Žije zde přibližně 4 500 obyvatel. V místní části Hýlov se nacházejí jodová Sanatoria Klimkovice. Mezi Klimkovicemi a Hýlovem byl postaven Tunel Klimkovice, kterým vede dálnice D1. V centru obce se nachází zámek, ve kterém sídlí městský úřad. Ve městě sídlí římskokatolická farnost Klimkovice. 

## Název
Název města Klimkovice je odvozen pravděpodobně od zakladatele původní osady s tvrzí, Klementa zvaného Klimek.

## Historie
V roce 1373 byly Klimkovice údajně poprvé zmiňovány, ale zprávu nelze dnes ověřit. První nepochybná zpráva pochází z roku 1416, kdy Beneš II. z Kravař udělil městu právo odúmrti. Sídlem samostatného panství se město stalo za Tasa z Bítova v roce 1451. Hynek II. Bruntálský z Vrbna v roce 1564 osvobodil město od robot, nahradil je odváděným platem a téhož roku povolil stavbu pivovaru na náměstí. Ondřej Bzenec z Markvartovic vystavěl ve městě renesanční zámek a kostel svaté Kateřiny v letech 1578–1579. Nejdéle vlastnili Klimkovice páni Vlčkové (Wilczkové) z Dobré Zemice v letech 1600–1848. V roce 1766 se měšťané zúčastnili velkého nevolnického povstání ve Slezsku. V téže době klimkovický mlynář Jan Augustin jako první oficiálně oznámil hornímu úřadu v Kutné Hoře existenci a vlastnosti uhlí na Ostravsku. Město se stalo sídlem soudního okresu a bylo jím v letech 1850–1938.
Po podpisu Mnichovské dohody byly Klimkovice 9. října 1938 obsazeny nacistickým Německem a v jeho rámci začleněny do takzvaných Sudetoněmeckých území. 1. května 1939 pak byly začleněny do říšské župy Sudetenland a v jejím rámci patřily do vládního obvodu Opava. Na konci druhé světové války v rámci Ostravské operace zahájila Rudá armáda ve čtvrtek 26. dubna 1945 útok na město, které pak 1. května konečně osvobodila.

### Lázeňství
Od poloviny 19. století se v Klimkovicích začalo rozvíjet také lázeňství využívající minerální vodu s vysokým obsahem jódu a bromu (nejvyšší koncentrace v Evropě). Další průzkum probíhal v osmdesátých letech 20. století a na konci roku 1991 byla zahájena výstavba nového lázeňského komplexu Sanatoria Klimkovice v duchu postmoderní architektury. Slavnostní otevření proběhlo 18. července 1994.

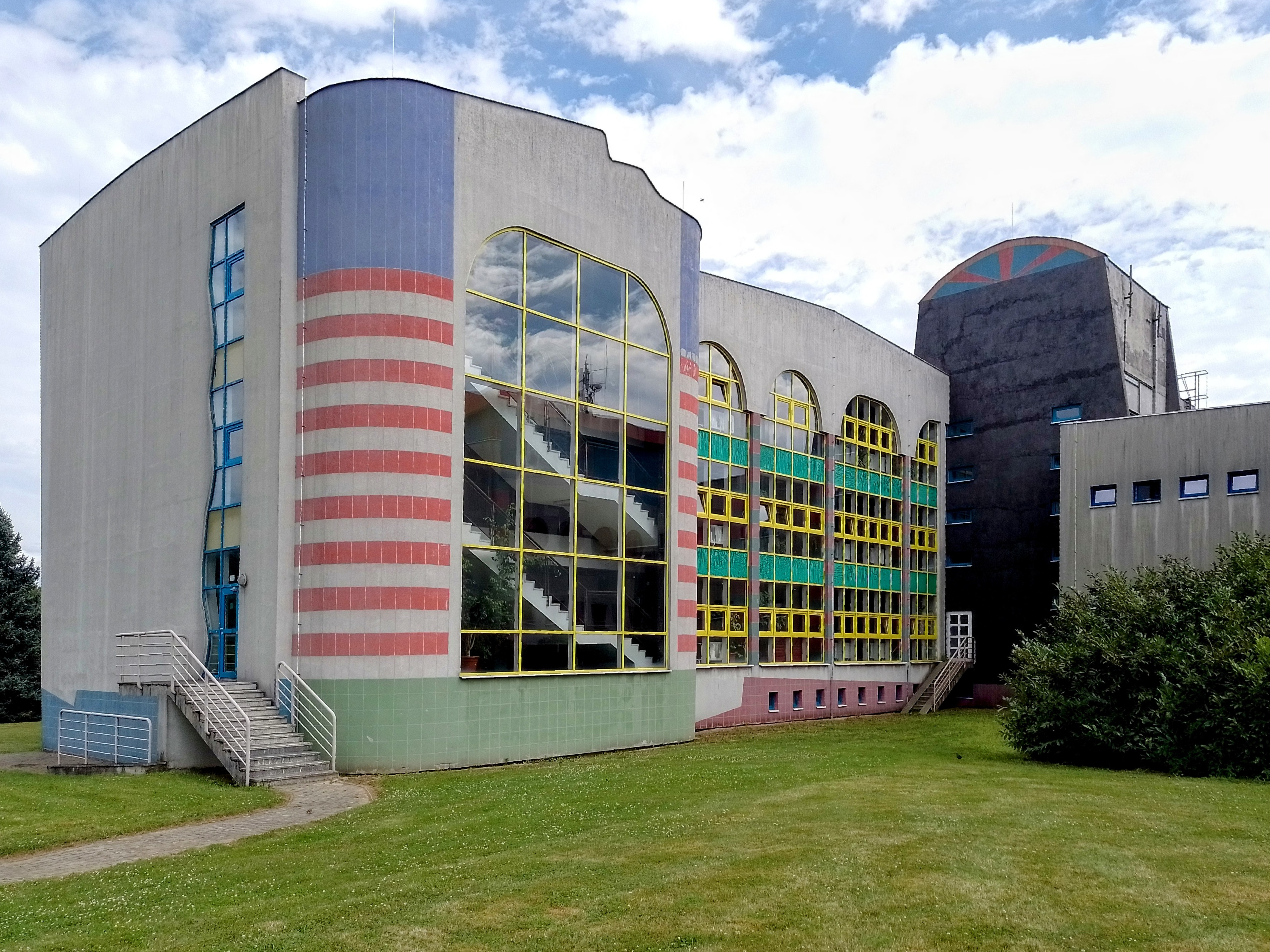
Lázeňský dům A
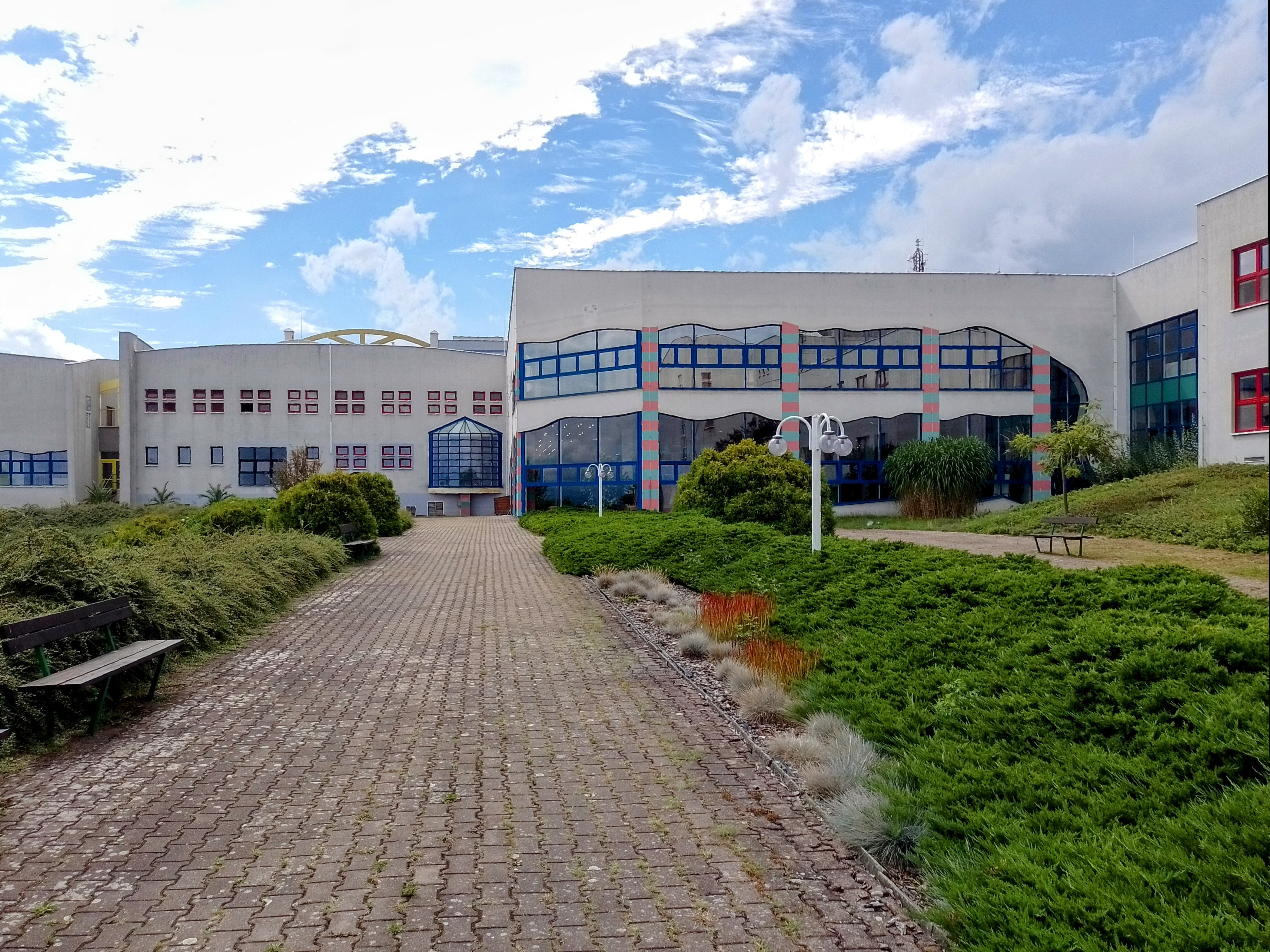
Lázeňský dům A
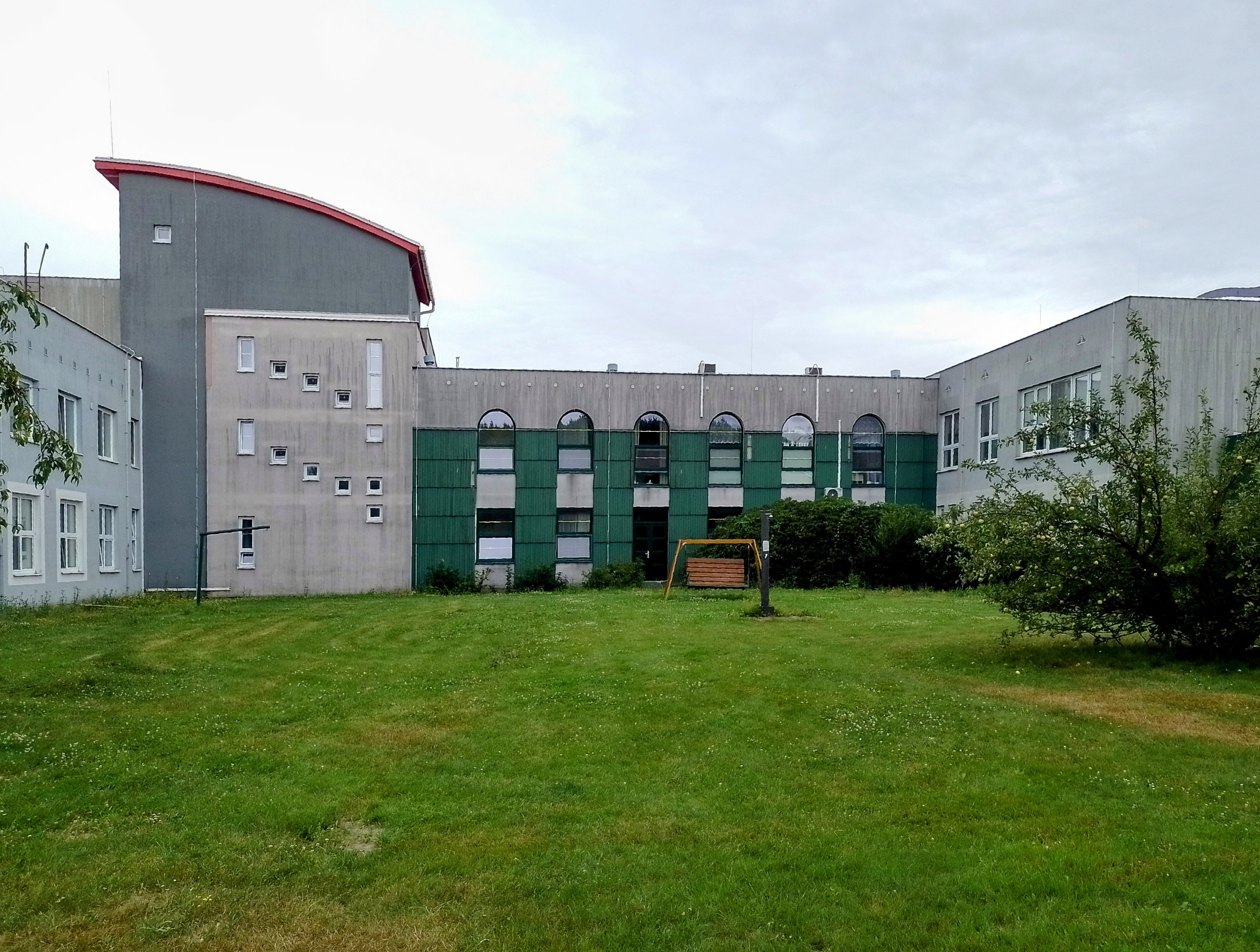
Lázenský dům B (dětské oddělení)
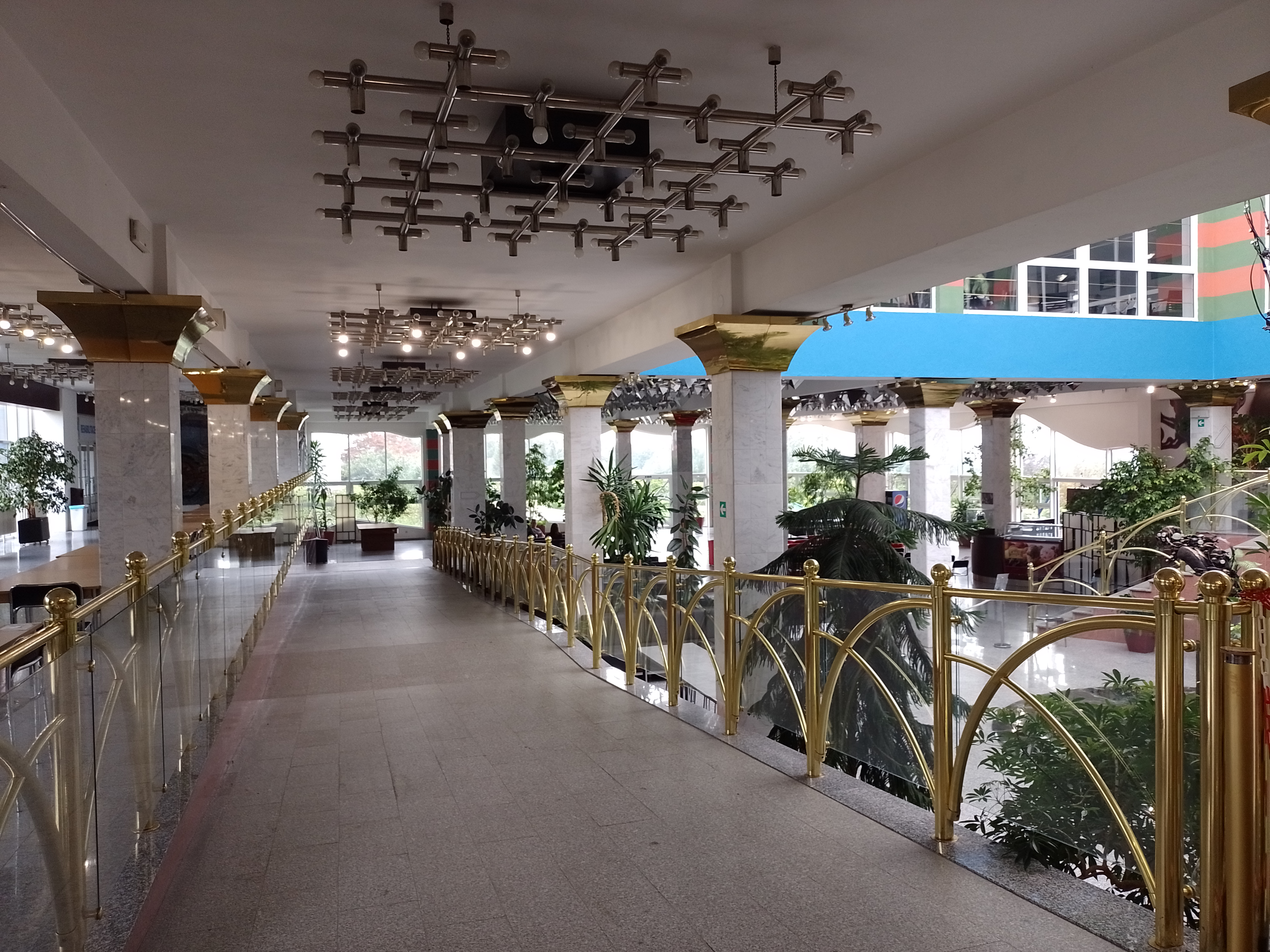
Kolonáda

## Obyvatelstvo
| Rok            | 1869  | 1880  | 1890  | 1900  | 1910  | 1921  | 1930  | 1950  | 1961  | 1970  | 1980  | 1991  | 2001  | 2011  | 2021  |
| -------------- | ----- | ----- | ----- | ----- | ----- | ----- | ----- | ----- | ----- | ----- | ----- | ----- | ----- | ----- | ----- |
| Počet obyvatel | 1 763 | 1 966 | 2 163 | 2 089 | 2 390 | 2 531 | 2 894 | 2 737 | 2 561 | 2 586 | 2 831 | 3 066 | 3 131 | 3 287 | 3 286 |
| Počet domů     | 215   | 258   | 262   | 268   | 341   | 370   | 466   | 574   | 716   | 550   | 597   | 734   | 768   | 844   | 913   |

## Městská správa
Do konce roku 2006 spadaly Klimkovice do okresu Nový Jičín, od začátku roku 2007 jsou součástí okresu Ostrava-město.

### Části města
- Hýlov
- Josefovice
- Klimkovice (včetně sloučené místní části Lagnov)
- Václavovice

### Městské symboly
Znak města je historický, vlajka byla městu udělena rozhodnutím předsedy Poslanecké sněmovny Parlamentu České republiky dne 9. dubna 2002.

## Doprava

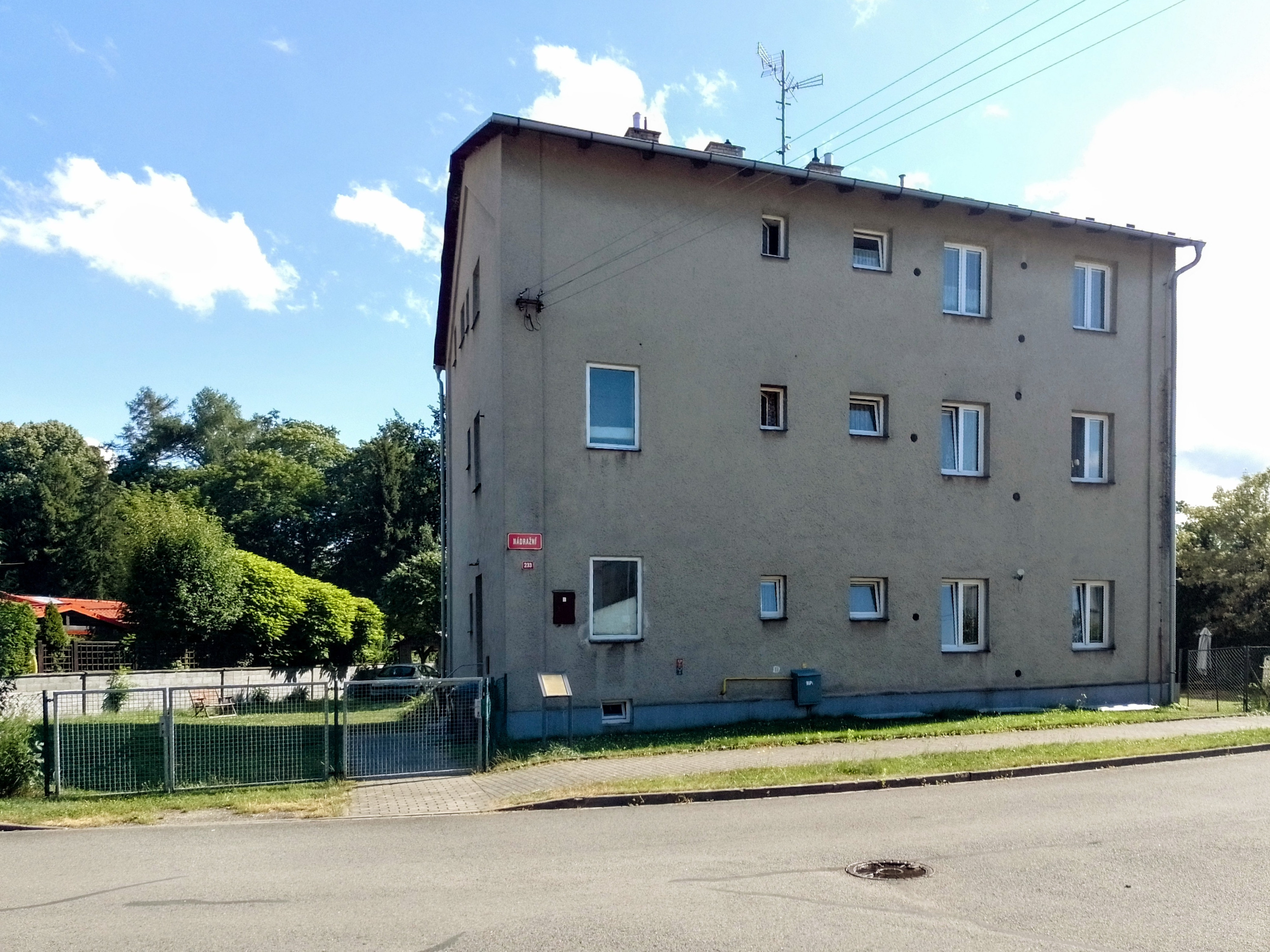
Bývalé vlakové nádraží, přestavěné pro obytné účely (Nádražní 233)

Klimkovice byly od roku 1911 spojeny s Ostravou parní železnicí, kterou od dvacátých let 20. století nahradily na témže tělese elektrické tramvaje provozované Společností moravských místních drah (SMMD). Po utvoření DPMO v roce 1949 byla pod něj začleněna i tato dráha a pod jeho hlavičkou fungovala až do noci z 31. prosince 1977 na 1. ledna 1978, kdy dojela poslední tramvaj do Ostravy. Po dráze se zachoval především násep a dále několik můstků. Nádražní budova v Klimkovicích slouží jako bytový dům. Na tuto dráhu vzpomíná i klimkovická spisovatelka Jarmila Glazarová ve svém stěžejním díle Roky v kruhu.
Veřejná hromadná doprava je v současnosti zajišťována jak ostravským dopravním podnikem (autobusové linky č. 59, 64 a 76) tak příměstskými linkami provozovanými společnostmi Transdev a Z-Group bus.
Územím města prochází dálnice D1, která zde prochází z části tunelem. Na dálnici se nachází exit 349, kterým prochází silnice II/647 ve směru od exitu Bravantice přes Josefovice, Klimkovice a Václavovice na Porubu. Obcí dále prochází silnice II/478 na Polanku nad Odrou. Silnice III. třídy na území města jsou:
- III/46417 Josefovice–Olbramice
- III/4654 Olbramice–Klimkovice
- III/4655 Klimkovice–Hýlov
- III/4693 Vřesina–Klimkovice
- III/4782 Klimkovice–Svinov

## Muzeum
Muzeum vzniklo v roce 1953. Od roku 1983 je pobočkou Muzea Novojičínska. V muzeu jsou instalovány expozice příroda Poodří, historie města a pamětní síň Heleny Salichové. V rámci expozice historie města jsou vystaveny sbírky ševcovské a bednářské dílny a měšťanské domácnosti a v rámci pamětní síně Heleny Salichové její obrazy a dále upomínky na básníka Petra Bezruče a spisovatelku Jarmilu Glazarovou, kteří oba ve městě pobývali.

## Pamětihodnosti
- Zámek – šlechtické sídlo renesančního původu slouží jako radnice
- Farní Kostel svaté Kateřiny
- Kostel Nejsvětější Trojice
- Park Petra Bezruče

## Osobnosti
- Jan Koppel – rektor olomoucké univerzity, děkan její právnické fakulty, předseda Moravského zemského sněmu
- Engelbert Eligius Richter (1796–1866), profesor církevních dějin, děkan fakulty a rektor univerzity v Olomouci
- Ivo Saliger (1894–1987), malíř, klimkovický rodák[11]
- Vladimír Vůjtek, bývalý hráč ledního hokeje, poté trenér
- Karel Vůjtek, básník, spisovatel, novinář, fejetonista a překladatel
- Jarmila Glazarová, spisovatelka, laureátka Státní ceny, národní umělkyně

## Partnerská města
- Mikolów, Polsko
- Ilava, Slovensko

## Galerie

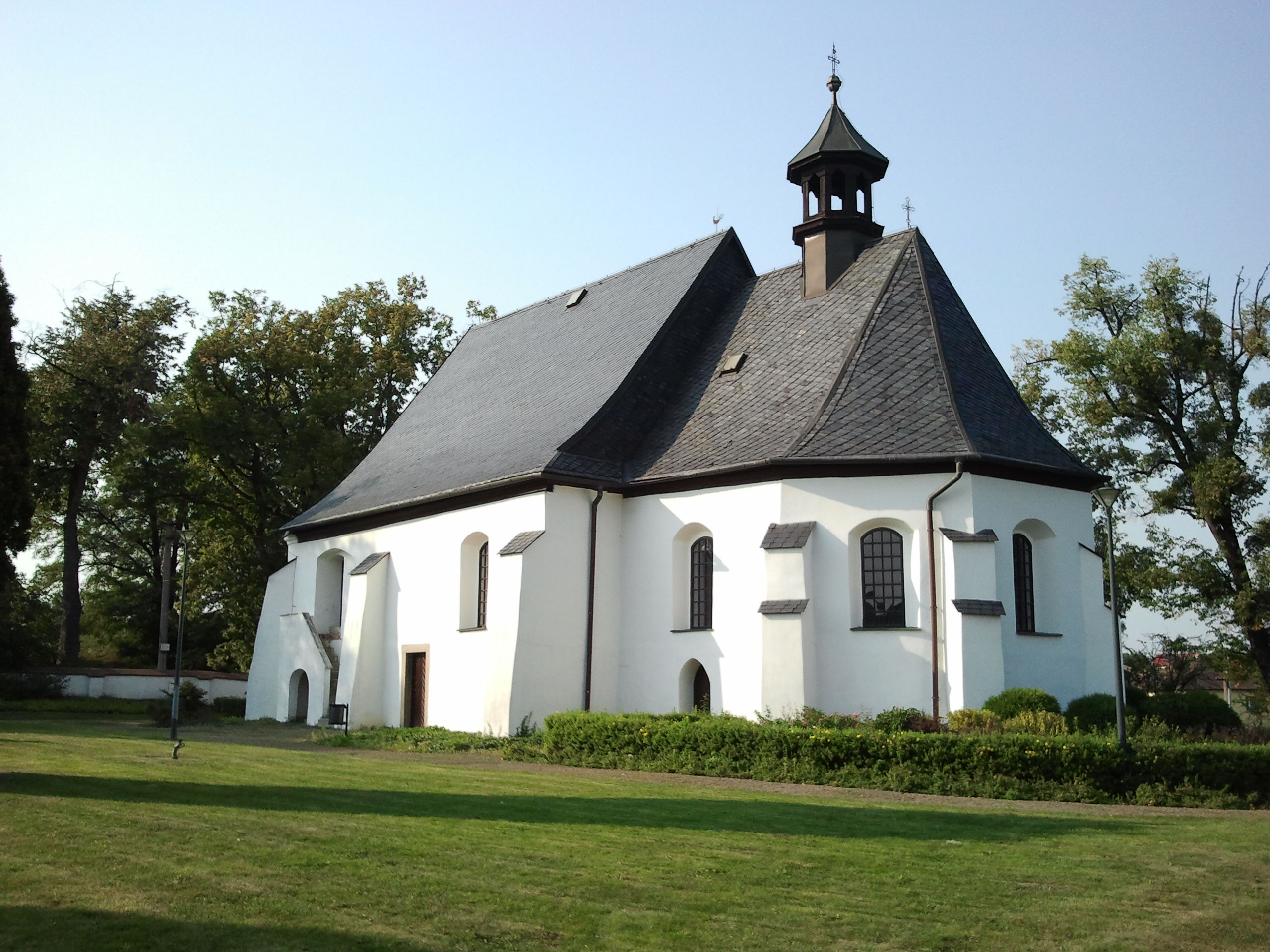
Kostel Nejsvětější Trojice
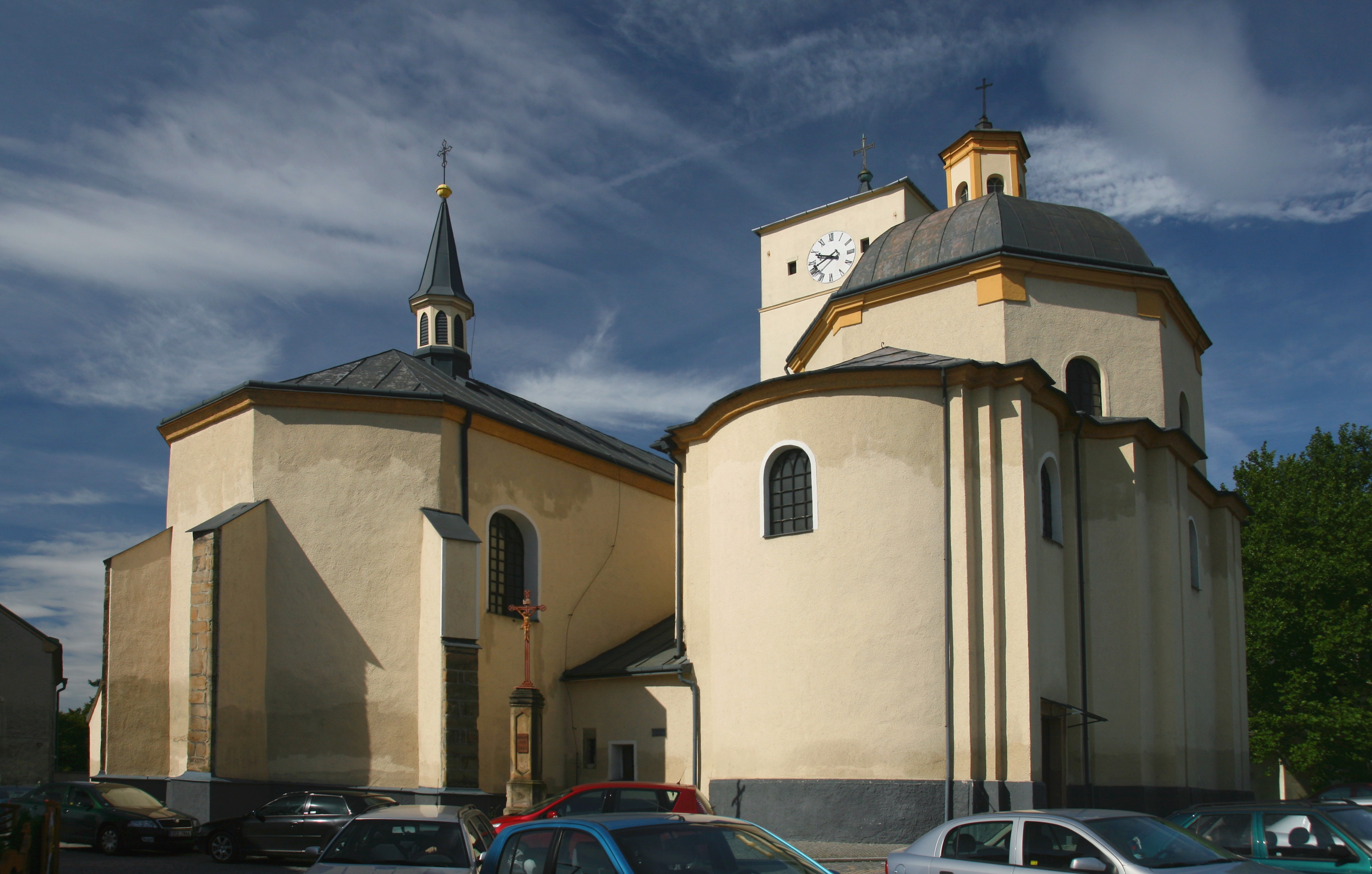
Kostel svaté Kateřiny
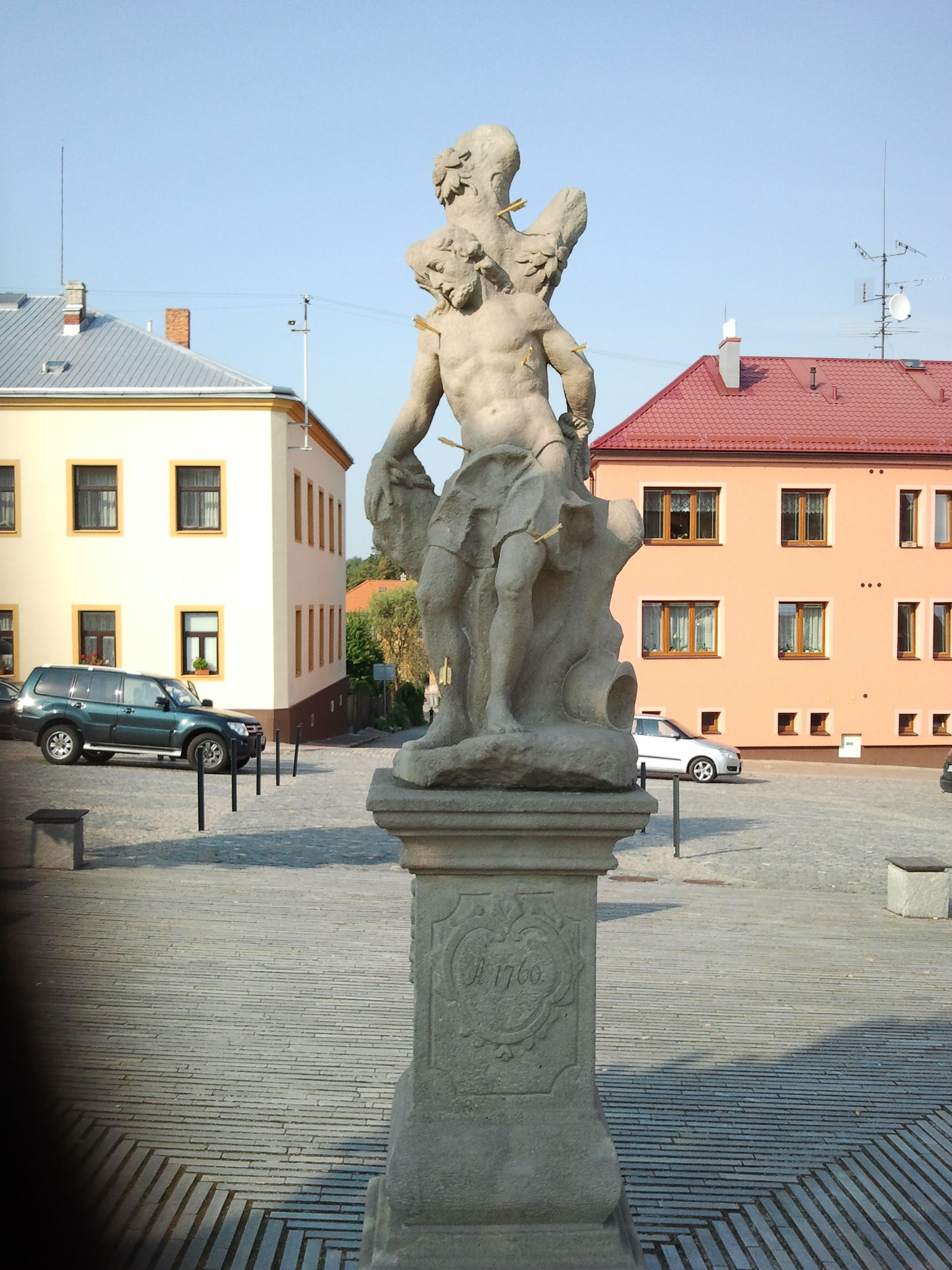
Socha svatého Šebestiána na náměstí
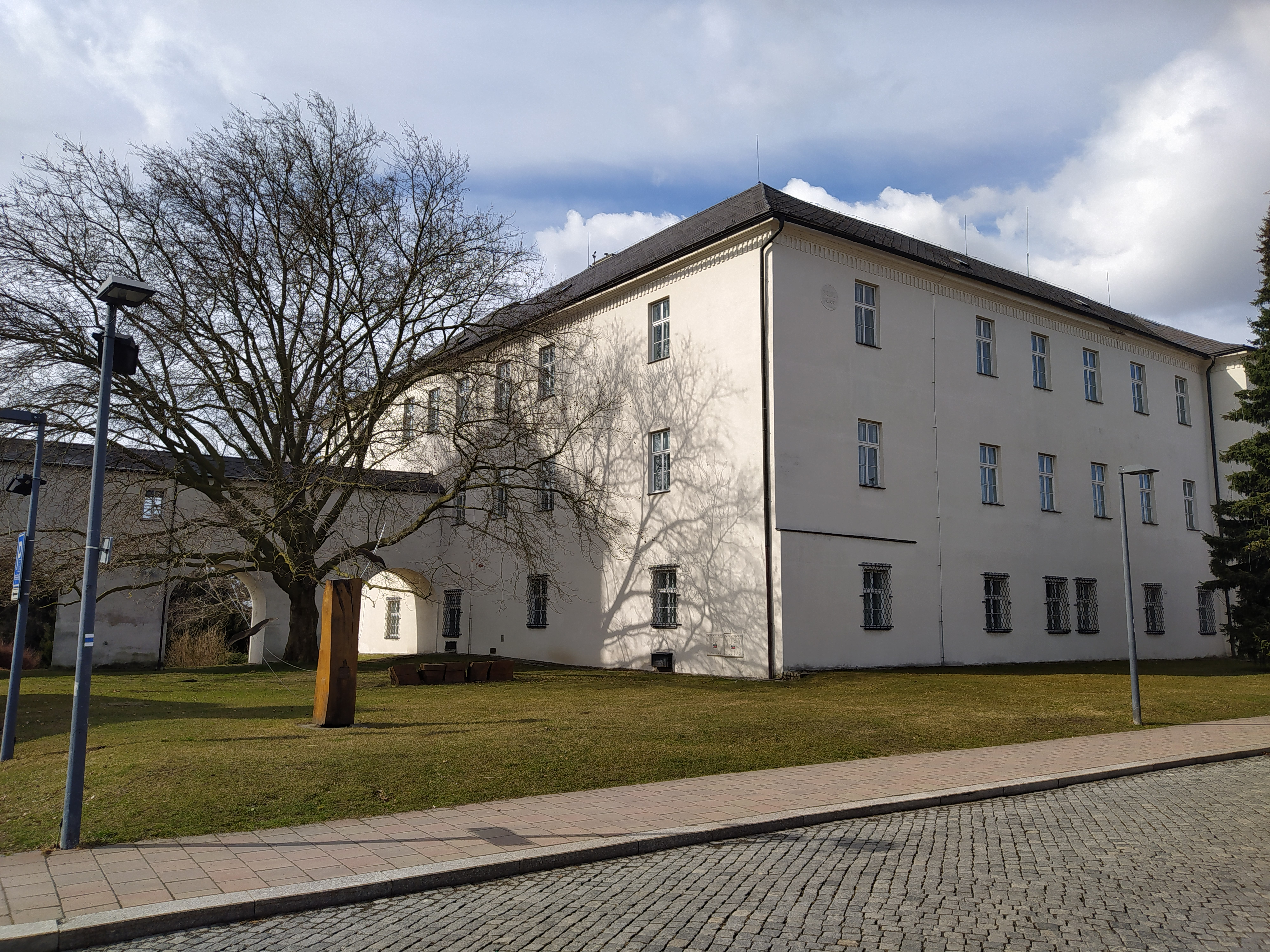
Zámek
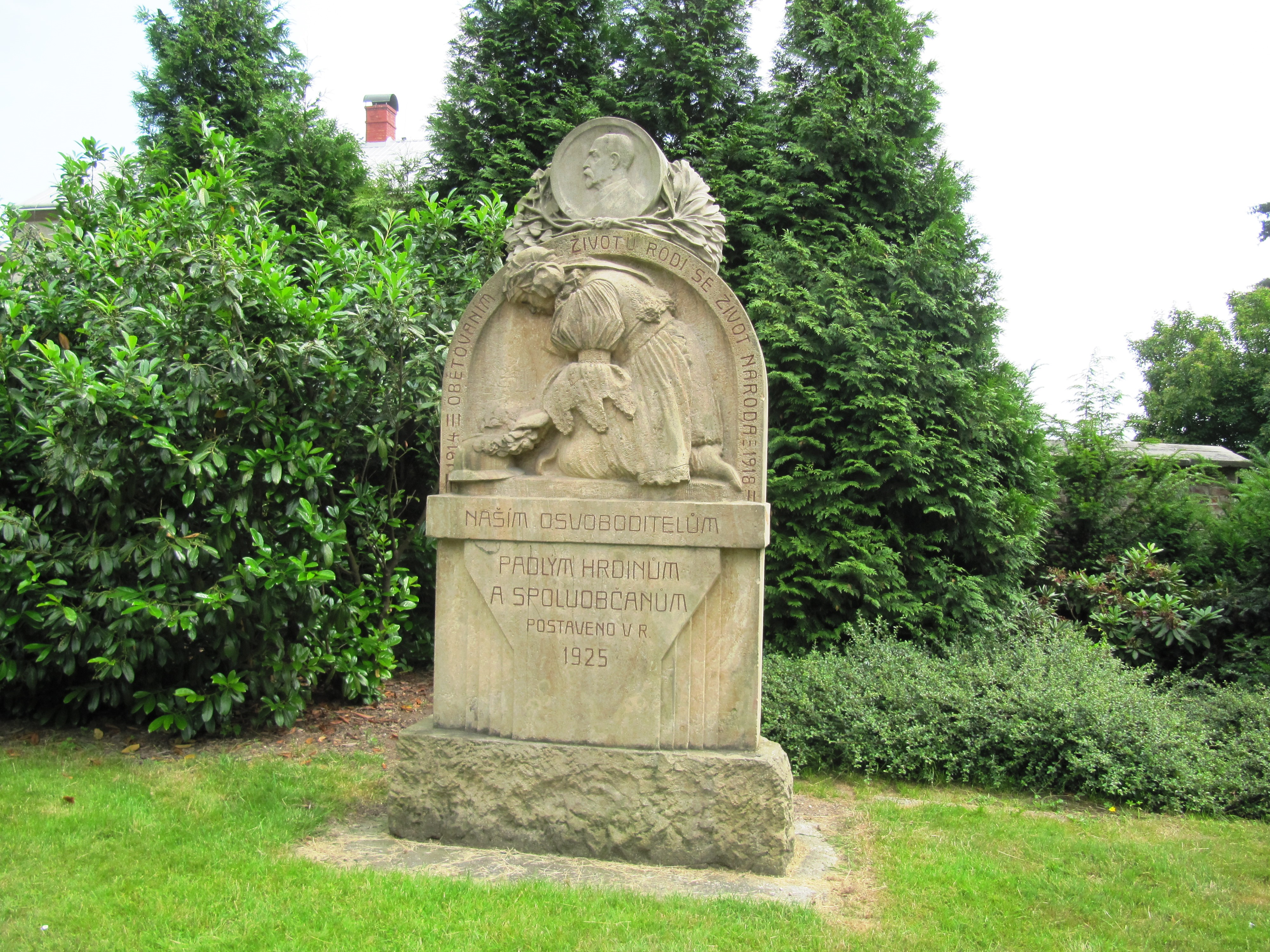
Pomník obětem první světové války z roku 1925, několikrát změnil svou podobu i umístění.